# Mikoyan-Gourevitch MiG-15
Le Mikoyan-Gourevitch MiG-15 est un avion de chasse à réaction construit en grande série par les Soviétiques au début de la guerre froide. Réalisé après la livraison de vingt-cinq turboréacteurs Rolls-Royce Nene par le Royaume-Uni, il se révéla supérieur aux meilleures réalisations occidentales lors de la guerre de Corée, sauf le North American F-86 Sabre (le bilan des combats aériens entre MiG-15 et Sabre a été évalué en 2013 à 100 Sabre abattus contre 566 MiG-15). Le MiG-15 fit cependant la réputation de son constructeur qui devint alors le principal constructeur d'avions de chasse en URSS, si bien qu'en Occident le terme MiG devint rapidement synonyme de chasseur soviétique dans le langage familier.

## Histoire
Si l'industrie aéronautique soviétique a réalisé de magnifiques appareils pendant la Seconde Guerre mondiale, elle se retrouve quelque peu distancée dans l'immédiat après-guerre à cause de son retard dans la propulsion à réaction, par rapport aux Britanniques et aux Américains. Quelques exemplaires de moteurs BMW 003 et Jumo 004 capturés en Allemagne furent copiés et perfectionnés progressivement sous le nom de RD-10 et RD-20. Mais ces moteurs étaient peu fiables, trop peu puissants et difficiles à mettre au point. En 1946 les performances des premiers chasseurs à réaction soviétiques MiG-9 avec moteur Klimov RD-20 et Yak-15 avec moteur Toumanski RD-10, étaient donc en retrait par rapport à leurs équivalents occidentaux.
À la fin de l'année 1946, une délégation technique soviétique, dirigée par S.T. Kichkine et comprenant entre autres A.I. Mikoyan et V.Ya. Klimov, se rendit en Grande-Bretagne. Elle réussit à acheter quelques exemplaires des turboréacteurs les plus modernes de la firme Rolls-Royce, à savoir le Derwent fournissant une poussée de 1 590 kgp et les Nene I et II, donnant 2 040 et 2 270 kgp. Ces moteurs utilisant des compresseurs centrifuges étaient plus faciles à produire que leurs équivalents à flux axial. Cette aubaine fut rapidement mise à profit et le bureau de l'ingénieur Klimov réalisa rapidement des copies conformes des trois moteurs qui devinrent respectivement les RD-500, RD-45 et RD-45F. En mars 1947, l'OKB 155 reçut l'ordre de produire un chasseur à ailes en flèche utilisant un de ces nouveaux moteurs. Dans la pratique, les travaux avaient commencé dès janvier avec le projet I-310 ou S. L'avion reprend nombre de caractéristiques du MiG-9 précédent ; il fut supposé lourdement influencé par les plans du Focke-Wulf Ta 183 dont les Soviétiques s'étaient emparés en 1945 à Berlin ; toutefois les ressemblances sont surtout superficielles. Les équipes d'ingénieurs allemands ayant travaillé sur le Ta 183 ont majoritairement rejoint l'Occident après la Seconde Guerre mondiale. Aujourd'hui, la majorité des sources s'accorde sur l'originalité de la conception du MiG-15 tirant bénéfice des recherches allemandes, dessiné, conçu et réalisé par les Soviétiques.
Les travaux avançaient vite et le premier prototype S-1 vola pour la première fois le 19 décembre 1947. Il fut suivi par le S-2 qui vola le 5 avril 1948. Le S-1 fut ensuite modifié, l'aile avant étant avancée de 80 millimètres. Les essais comparatifs menés en juin prouvèrent la supériorité de cette configuration. Durant ces essais par le constructeur, le S-1 effectua 38 vols et le S-2 treize. Les deux avions furent alors envoyés au GK NII VVS (l'institut de recherches des forces aériennes) pour y être testés par les militaires du 27 mai au 28 août. Ces essais officiels confirmèrent l'appréciation positive de l'avion qu'une résolution du Conseil des ministres décida de produire en masse, dès le 15 mars. Les cellules devaient être produites à l'usine no 1 et les moteurs à la no 45. Au total, neuf usines fabriqueront des cellules de MiG-15 ; ce sont les usines no 1, no 21, no 31, no 99, no 126, no 135, no 153, no 292 et no 3810. Au total, 13 131 avions seront construits toutes versions confondues avec un rythme de 200 chasseurs par mois. Un troisième prototype, le S-3 qui vola le 17 juin, fixe définitivement les caractéristiques de l'avion de série en introduisant les aérofreins ventraux, l'équipement d'extinction du compartiment moteur et l'augmentation du dièdre négatif de la voilure pour atténuer la trop grande stabilité des deux autres prototypes.
L'avion avait une ligne très fine, sa voilure présentant une flèche de trente cinq degrés, combinée à la puissance de son moteur. Cela lui assurait des performances remarquables, y compris par rapport à ses adversaires occidentaux. Il était capable, entre autres, de voler à plus de 1 000 km/h. Cependant, il présentait aussi quelques excentricités au niveau de son comportement en vol qui le rendaient parfois dangereux pour des pilotes inexpérimentés. En particulier, en vol transsonique, il avait tendance à se cabrer brusquement. Il fut néanmoins choisi contre son rival, le Lavotchkine La-168 et, dès le 31 décembre 1948, le premier exemplaire de série vola et commença à entrer en service dans l'aviation soviétique. Il reçut le nom de code OTAN Fagot et participa à la guerre de Corée.
Le premier combat du Mig-15 a eu lieu pendant la guerre civile chinoise le 28 avril 1950, lorsqu'un Mig-15 de l'Armée populaire de libération piloté par un russe a abattu un Lockheed P-38 Lightning de la Force aérienne de la république de Chine.

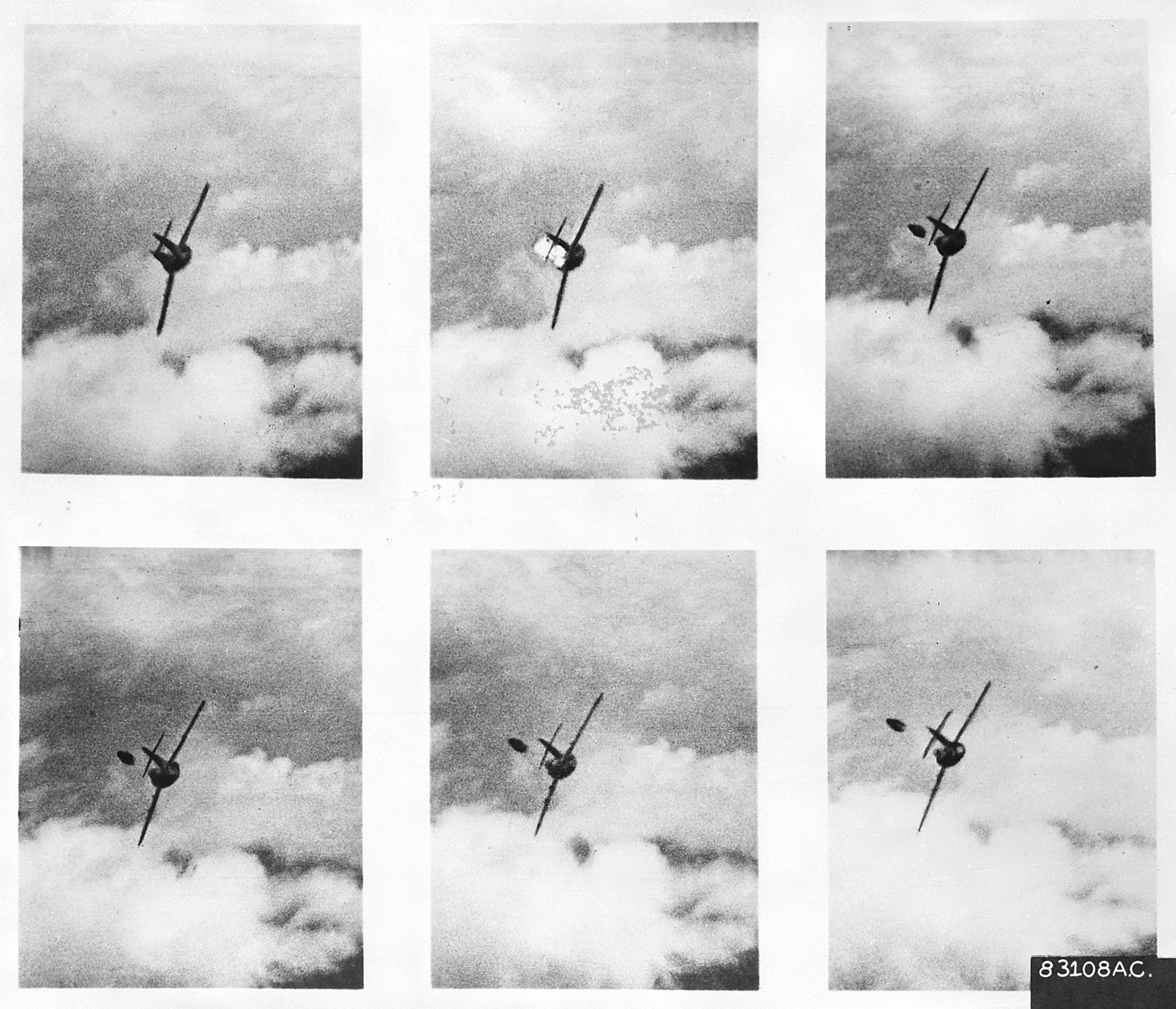
Séquence d'éjection d'un pilote d'un MiG-15 abattu par le pilote américain Buzz Aldrin le 4 juin 1953.

Car l'Union soviétique fournit des appareils à la Corée du Nord et la Chine, ainsi que des pilotes russes expérimentés, leur permettant de conquérir momentanément la supériorité aérienne, un exemple est leur victoire durant la bataille aérienne de Suncheon, et menaçant les raids des bombardiers des forces des Commandement des Nations unies en Corée. Le Mig-15 est le premier avion à réaction à en avoir abattu un autre, lorsqu'un Mig-15 piloté par un soviétique a abattu un F-80C Shooting Star de l'USAF. Le premier combat de la Navy américaine contre le MiG-15 a eu lieu en novembre 1950, lorsque le capitaine de corvette William T. Amen en a abattu un alors qu'il pilotait un F9F Panther. En septembre 1952, le capitaine de marine Jesse G. Folmar revendiquait la distinction d'abattre un MiG-15 alors qu'il pilotait un F4U Corsair à hélice. L'arrivée de ce chasseur soviétique performant précipita la mise en service du F-86 Sabre américain, rééquilibrant les forces aériennes. Les deux appareils avaient des performances très proches : la supériorité en vitesse, piqué et virage de l'un ou l'autre appareil variaient en fonction de l'altitude, le MiG-15 prenant généralement l'avantage au-delà d'une altitude de 10 000 mètres. Il se montrait par contre très instable dans les vrilles, souvent irrécupérables. Son puissant armement, composé de deux canons automatiques de 23 mm et d'un canon de 37 mm, était initialement destiné à l'interception des B-29 Superfortress, et se révéla très destructeur contre des chasseurs légers, malgré une fréquence de tir lente. L'appareil se montra par contre très résistant aux tirs des mitrailleuses de 12,7 mm équipant les appareils américains. Ses capacités opérationnelles furent néanmoins limitées pour des raisons politiques : les pilotes avaient pour ordre de ne pas franchir la ligne de front pour ne pas risquer de fournir un appareil ou sa carcasse aux troupes des Nations unies, ainsi qu'éviter la capture des pilotes soviétiques dont la présence était non officielle, afin d'éviter une extension du conflit à l'URSS. Les batailles aériennes étaient menées dans une zone limitrophe de la Chine avec la Corée du Nord près du fleuve Yalou appelée "MiG Alley" par les pilotes américains. Le bilan des combats aériens entre MiG-15 et Sabre a été évalué en 2013 à 100 Sabre abattus contre 566 MiG-15, le ratio étant de 1,4 MiG-15 abattu contre un Sabre lorsque ces premiers étaient pilotés par des pilotes soviétiques expérimentés.
En 1958, plusieurs combats aériens ont opposé les MiG-15 de la Chine communiste aux Sabre de la Chine nationaliste durant la seconde crise du détroit de Taïwan.
Plusieurs combats ont lieu en Europe avec cet avion dont ceux-ci :
Un avion de transport Douglas DC-4 d'Air France qui assurait la liaison Francfort-Berlin-Ouest, est attaqué le 29 avril 1952 dans l'espace aérien de l'Allemagne de l’Est par deux chasseurs MiG-15 soviétiques qui font deux blessés parmi les passagers avant que l'avion ne s'échappe.
Le 10 mars 1953, lors de la bataille aérienne de Merklín, deux pilotes de l'aviation tchécoslovaque rencontrent  à une distance de 35 kilomètres de la frontière entre l’Allemagne et la république socialiste tchécoslovaque deux avions américains F-84E Thunderjet de la 36th Wing. Jaroslav Šrámek (en) en abat un au canon, le pilote américain s'éjecte au-dessus de l'Allemagne de l'Ouest.
Le 12 mars 1953, un bombardier britannique Avro Lincoln se fait abattre a la frontière interallemande par des chasseurs soviétiques. Les 7 aviateurs sont tués. Les MiG-15 ont abattu des membres d'équipage qui avaient sauté en parachute.

## Description technique

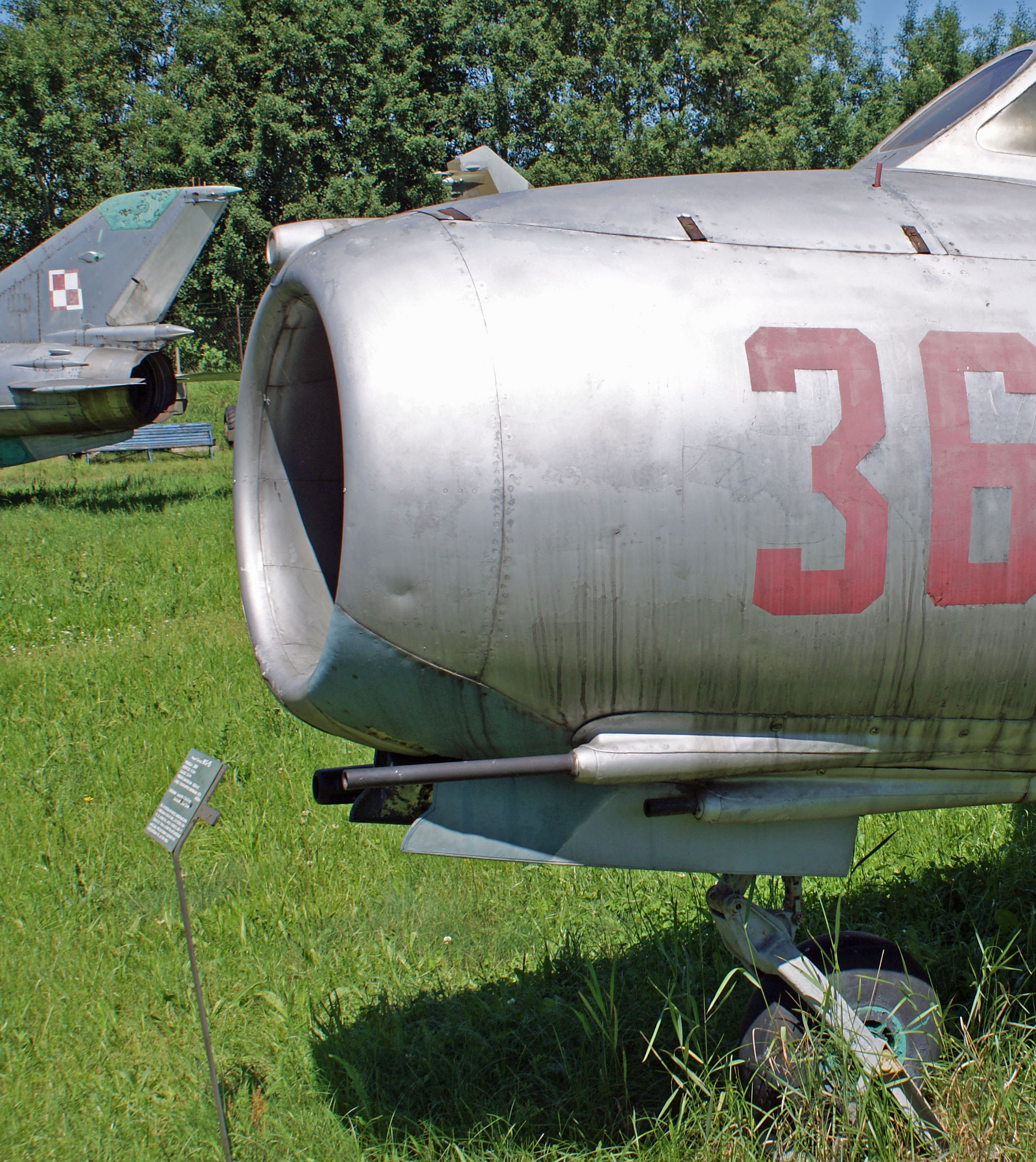
MiG-15 polonais équipé de trois canons : 2 NS-23 de 23 mm (côté gauche) et 1 NS-37 de 37 mm (côté droit)

Le fuselage du MiG-15 est de construction semi-monocoque en métal. Il est divisé en deux parties à l'arrière du bord de fuite de la voilure, par un boulonnage, ce qui permet d'accéder facilement au moteur pour les opérations de maintenance lourdes. La partie avant est composée de treize cadres et de trois supplémentaires, liés entre eux par quatre longerons, le panneau supérieur et le plancher du poste de pilotage. Deux conduites d'air elliptiques relient l'entrée d'air frontale au compresseur du moteur en passant de part et d'autre du poste de pilotage. Ce dernier est pressurisé par le compresseur du moteur et doté d'un siège éjectable. Le pilote est protégé par un pare-brise blindé épais de 64 millimètres, un appui-tête et deux plaques avant en acier épais de 10 millimètres. Dans la partie basse du nez, il dispose d'un collimateur gyroscopique ASP-1N. Il accède à l'avion par l'arrière de la verrière en forme de bulle qui est actionnée par un système de manivelle. Dans la partie avant du fuselage, on trouve aussi l'armement de trois canons regroupés dans un tiroir situé sur le dessous du cockpit qui peut s'abaisser, voire être remplacé, pour assurer le ravitaillement rapide en munitions. Le canon de 37 mm, NS-37, à droite, est approvisionné à quarante coups, les NR-23 de 23 × 115 mm, à gauche, le sont à quatre-vingts. Plus vers l'avant se situe le logement de la roulette de nez qui est fermé par deux trappes. Elle porte une roue unique avec un pneu de 480 × 200, non équipée de frein. Enfin au-dessus, en avant du pare-brise, un petit compartiment où est embarqué le matériel électronique de l'avion, à savoir, la radio PSI-6 et un radio-compas, RPKO-10M.
La partie arrière du fuselage est constituée de quinze cadres, plus un oblique pour répartir les efforts, liés par dix longerons. Outre le moteur RD-45F, assez large du fait de son compresseur de type centrifuge, prennent place deux réservoirs de carburant totalisant 1 460 litres. L'empennage arrière est constitué d'une dérive présentant une flèche de 56°, pourvu d'un gouvernail orientable à 20° de part et d'autre de l'axe et d'un plan horizontal stabilisateur de type cantilever dont la partie basse est solidaire de la structure de la dérive. Il est aussi en flèche, mais à 40° et porte deux gouvernes de profondeur, celle de gauche disposant d'un compensateur réglable. De part et d'autre de la tuyère du moteur, deux aérofreins montés dans des logements isolés de l'intérieur du fuselage peuvent être braqués hydrauliquement à 55° pour ralentir l'avion lors de piqués prononcés.
La voilure est la grande nouveauté aérodynamique de l'avion. Les Soviétiques, s'inspirant des travaux allemands de la fin de la guerre, vont explorer le domaine des ailes en flèche. Le fait de rendre oblique le bord d'attaque de l'aile se révélera le moyen le plus simple de résoudre les phénomènes de compressions locales apparaissant à l'approche du mur du son. Avec 35°, le premier projet de l'OKB-155 est encore timide vis-à-vis de l'angle à adopter. L'expérience prouvera d'ailleurs qu'une valeur supérieure facilite le régime transsonique, études qui mèneront à la conception du MiG-17. La structure, là encore, est métallique, s'appuyant sur un longeron avant et un autre oblique liés entre eux par les nervures. La partie intérieure des ailes permet de loger les deux jambes du train d'atterrissage principal, elles aussi à roue unique, mais de 660 × 160 et pourvue de frein et d'amortisseur oléopneumatiques. Elles se rétractent vers le fuselage, suivies par des volets qui obturent le logement. Un indicateur mécanique visuel, sur le dessus de l'aile, permet de confirmer leur verrouillage en position basse. Un système similaire existe sur les volets. Ce système typique des avions soviétiques permet au pilote de vérifier visuellement en cas de défaillance des indicateurs électriques dans le poste de pilotage. À l'extérieur du train d'atterrissage, un point d'emport BD2-48MiG est utilisé pour monter soit des bombes de 50 ou 100 kilogrammes, soit des réservoirs externes de 260 litres.

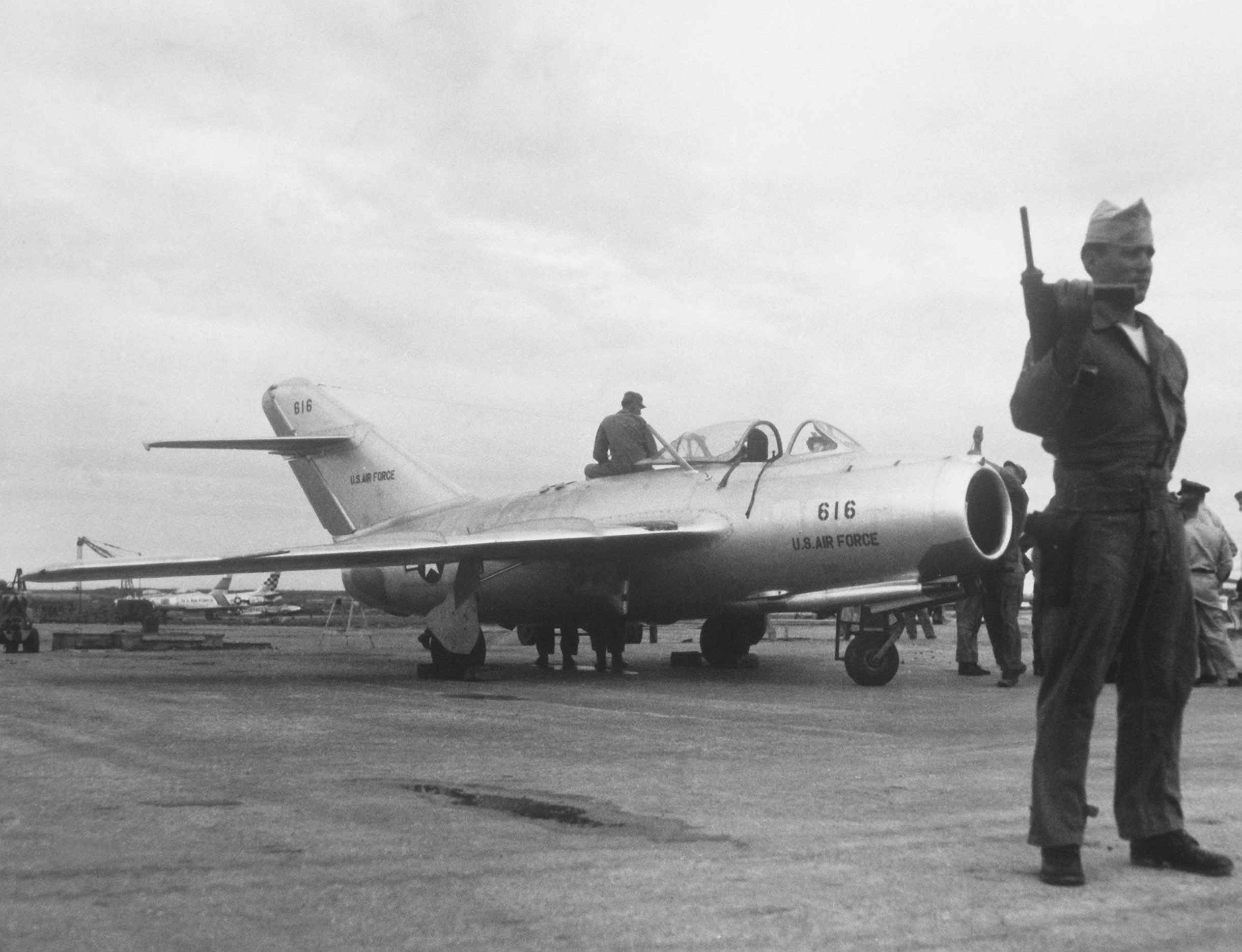
Le premier MiG-15 tombé intact aux mains des Occidentaux ; un déserteur de la Corée du Nord l'a posé sur une base aérienne américaine en Corée du Sud le 21 septembre 1953.

Sur leur bord de fuite, les ailes portent chacune deux surfaces de contrôle, à savoir un volet se déplaçant de 0,2 mètre vers l'arrière et se braquant à 20° au décollage et 55° à l'atterrissage, et un aileron orientable de 15° vers le bas et le haut, celui de gauche portant un compensateur réglable. Deux cloisons aérodynamiques sont présentes sur l'extrados de chaque aile pour éviter une perte d'efficacité des gouvernes, le flux d'air ayant tendance à s'échapper vers le saumon d'aile. Ces cloisons deviendront aussi typiques des avionneurs soviétiques, certains occidentaux disant en plaisanterie que leur but est d'éviter que l'air fasse « défection ». Au point de vue aérodynamique, l'aile utilise un profil TSAGI S-10 à sa racine et un TSAGI Sr-3 à ses extrémités. Elle a une épaisseur relative de 10 %.

## Le MiG-15bis

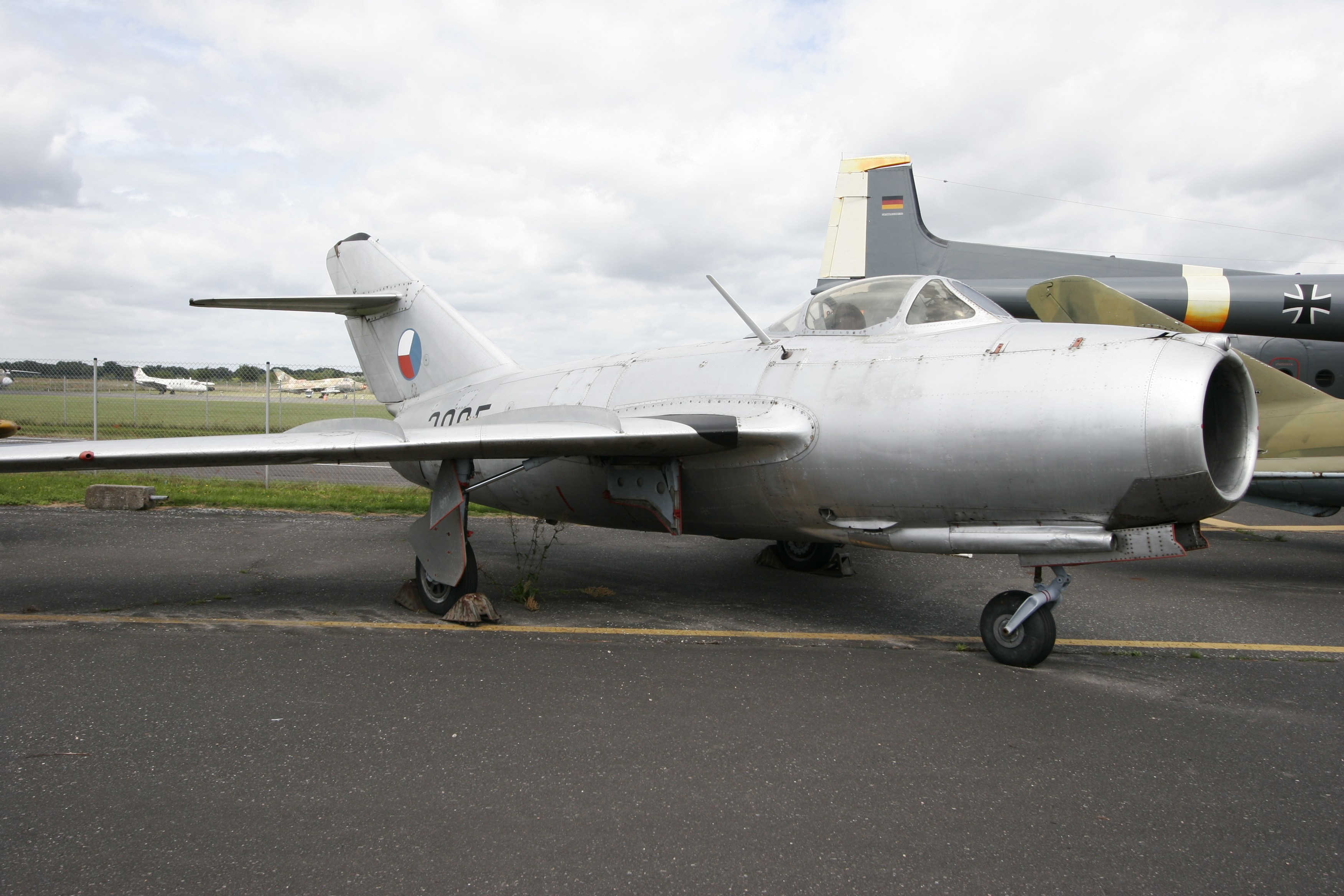
Un S-103, production tchécoslovaque sous licence du MiG-15bis

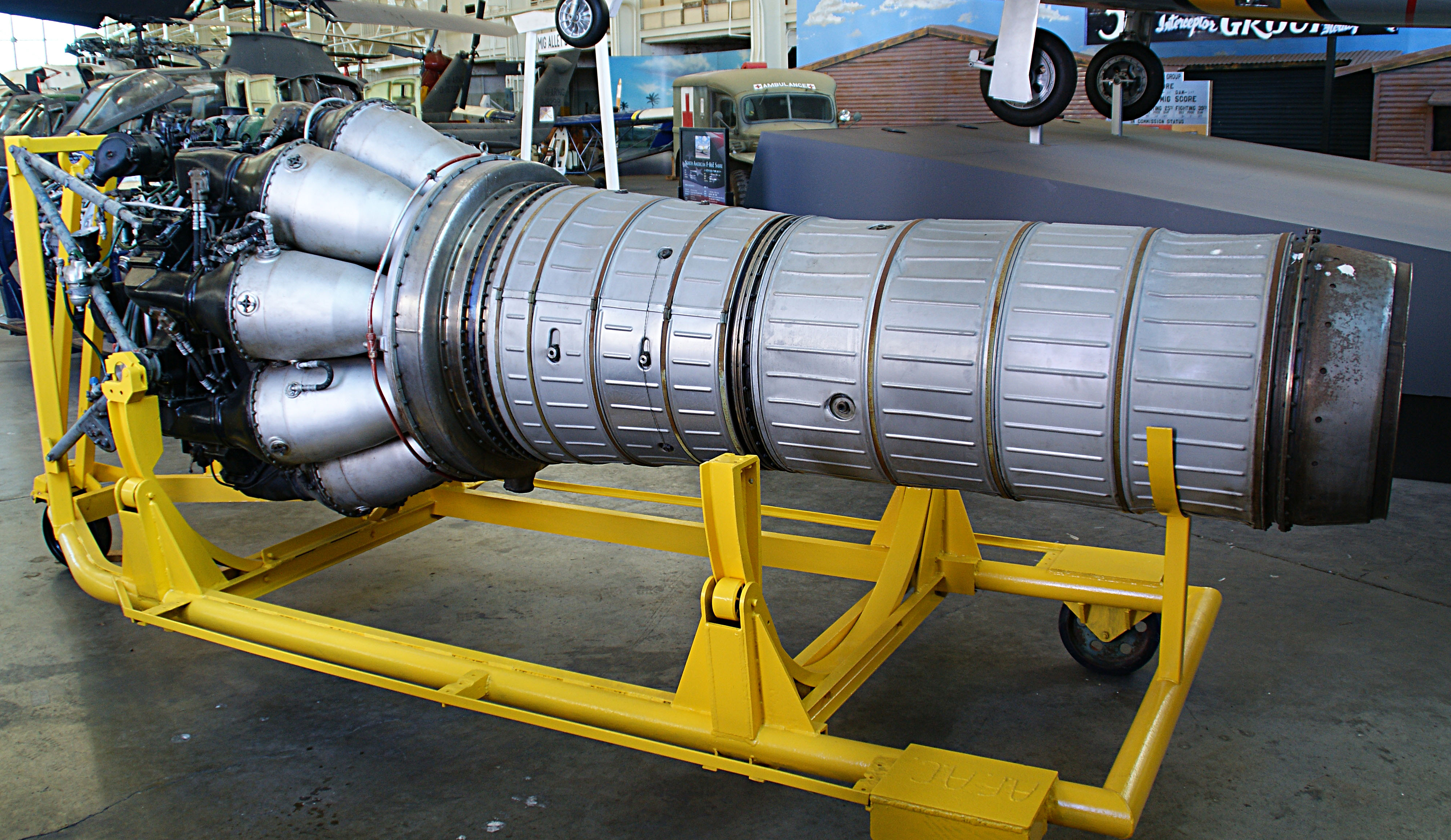
Le moteur Klimov VK-1 qui propulse le MiG-15bis

L'avion de série no 101003, désigné MiG-1(SV), est utilisé comme banc d'essai, pour une série de modifications destinées à améliorer les possibilités opérationnelles du MiG-15. Les canons NS-23KM cèdent la place à des NR-23, capables d'une cadence de tir une fois et demi supérieure et le collimateur ASP-1N est remplacé par un ASP-3N. La console de démarrage du moteur, auparavant utilisée au sol, est embarquée dans l'avion, au niveau du treizième cadre de fuselage et le RD-45 est modifié de façon à être démarrable jusqu'à cinq mille mètres. Les gouvernes de profondeur sont modifiées aérodynamiquement et les ailerons voient leur mouvement assisté par le montage d'un vérin hydraulique B7 dans le fuselage. L'aile est revue pour autoriser une vitesse de 900 km/h en dessous de cinq cents mètres, ce qui était auparavant interdit en raison de risques de décrochage. Les réservoirs sont aussi pressurisés pour alimenter le moteur avec une pression constante. Seul le montage du vérin d'assistance pour les ailerons sera appliqué sur une trentaine de MiG-15 de la série 20. Le reste des modifications sera mise en pratique sur un nouvel avion, le MiG-15bis, qui est motorisé par le tout nouveau Klimov VK-1, plus puissant avec 2 700 kilogrammes de poussée. L'avion est lancé en production par un ordre ministériel daté du 10 juin 1950. Il élimine ou amoindrit la plupart des défauts de jeunesse du MiG-15 et apporte des performances supérieures. Le montage du nouveau moteur, un peu plus encombrant, a nécessité de réduire la hauteur du réservoir arrière, diminuant la capacité interne en carburant de soixante litres. Le moteur Vk-1 étant plus gourmand, l'autonomie est en recul. Outre les modifications testées sur le MiG-15(SV), on introduisit en cours de série d'autres perfectionnements, comme une verrière donnant un meilleur champ de vision, la possibilité d'utiliser une combinaison anti-G, des aérofreins agrandis et un détecteur de menace Sirena 2.
Le MiG-15bis sera la version la plus produite du MiG-15, avec plus de huit mille exemplaires, rien qu'en URSS. Plusieurs modifications seront faites sur le modèle de base et donneront parfois lieu à une production en série. La première répond à une demande du gouvernement du 25 avril 1950 de développer une variante d'escorte à long rayon d'action du chasseur MiG. Pour ce fait l'OKB-155 modifie l'aile pour y loger des points d'attache D4-48 qui peuvent alors embarquer des réservoirs largables de six cents litres, en lieu et place des précédents points d'emport. Le MiG-15bis no 53210114 est de plus doté d'une réserve d'oxygène pour le pilote de huit litres, au lieu de six. Les essais officiels sont menés du 14 au 25 septembre 1950 et une autonomie de deux mille deux cents kilomètres est atteinte. Mais l'avion est rejeté, car les militaires estiment que la vitesse de croisière, limitée à 650 km/h du fait des réservoirs, est insuffisante pour escorter les bombardiers de l'époque. À la fin de l'année, l'aérodynamique des réservoirs est améliorée et on change les points d'attache pour des D4-50, ce qui permet de soutenir une vitesse suffisante de 820 km/h. Le dérivé est donc lancé en production à l'usine no 292. Autre amélioration réalisée par cette dernière usine, en 1951, pour réduire la longueur de piste nécessaire à l'emploi opérationnel de l'avion: deux avions de série MiG-15bis seront utilisés pour ces expériences et seront désignés MiG-15bis(SA). Ils sont équipés d'un parachute de freinage PT-2165-51, et de freins modifiés qui permettent de diminuer de moitié la distance d'atterrissage. En 1952, quelques avions équipés de façon similaire seront construits à l'usine no 1.

## Le MiG-15UTI
Version biplace d'entraînement. Construite à 3 430 exemplaires en Union soviétique. Elle possède son propre code OTAN à savoir Midget. C'est aux commandes d'un avion de ce type que Youri Gagarine perdra la vie.

## Variantes

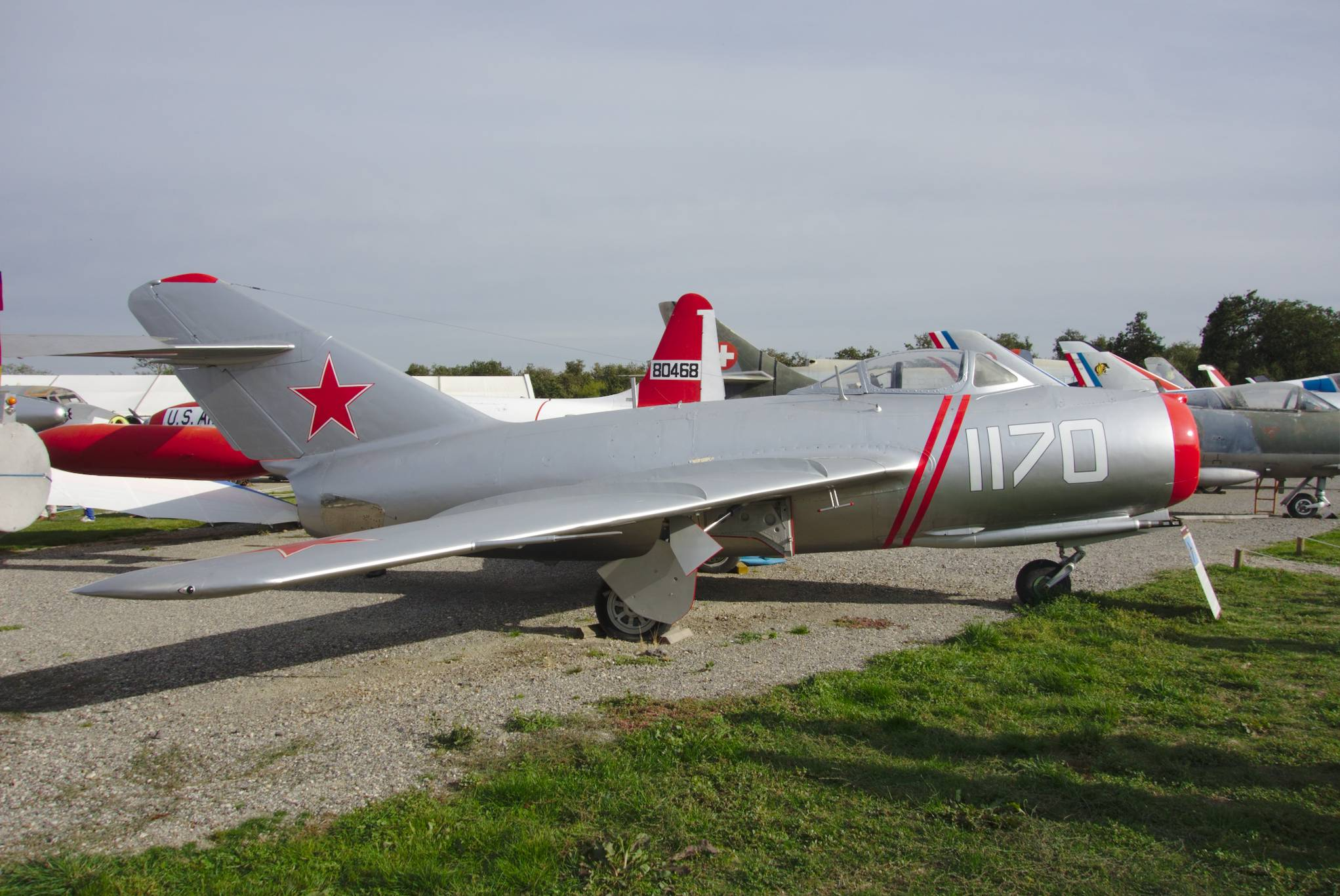
MIG-15 aux Ailes Anciennes Toulouse.

- S-1 premier prototype, premier vol, 19 décembre 1947 par V.N.Youganov, moteur Nene I.
- S-2 second prototype, premier vol, 5 avril 1948 par S.N.Anokhine, moteur Nene II.
- S-3 dernier prototype, premier vol 17 juin 1948, par I.T.Ivachtchenko, apparition des aérofreins, d'extincteur dans le compartiment moteur, gouvernes modifiées, et diminution du dièdre de la voilure de -1° à -2° pour diminuer la stabilité longitudinale.
- MiG-15 (S) - première version de chasse par beau temps.
- MiG-15 (SV) - modification testée sur l'avion de série no 101003, canons NS-23KM remplacés par des NR-23 tirant une fois et demi plus vite, vérin hydraulique B-7 dans le fuselage pour assister le mouvement des ailerons à grande vitesse, collimateur ASP-1N remplacé par ASP-3N.
- MiG-15 (SU) - modification de l'armement, réduit à deux canons SH-3 de 23 mm, mais orientable de +11° à -7° en site. Un avion le no 109035 fut modifié et essayé à partir du 25 janvier 1951. Mais, bien que la solution présentât certains avantages, elle ne fut pas retenue pour une production en série.
- MiG-15 (SA) - Quatre MiG-15 (SA-1, -2, -3 et -4) furent modifiés avec un moteur Vk-1 et une instrumentation OSP-48, permettant le vol aux instruments.
- MiG-15bis (SD) - seconde version de chasse par beau temps, intégrant les modifications du SV, et le nouveau moteur Klimov VK-1 de 2 700 kilogrammes de poussée.
- MiG-15SB - chasseur bombardier.
- MiG-15P - chasseur tout-temps dérivé du bis
- MiG-15T - remorqueur de cible
- MiG-15bisR - version de reconnaissance du bis, réservoirs de 600 litres sous les ailes, un des canons de 23 mm remplacé par une caméra verticale, 364 exemplaires.
- MiG-15bisS - chasseur d'escorte, réservoirs de 600 litres sous les ailes, 49 exemplaires, en 1951.
- MiG-15UTI - avion d'entraînement biplace MiG-15 UTI alias MIDGET

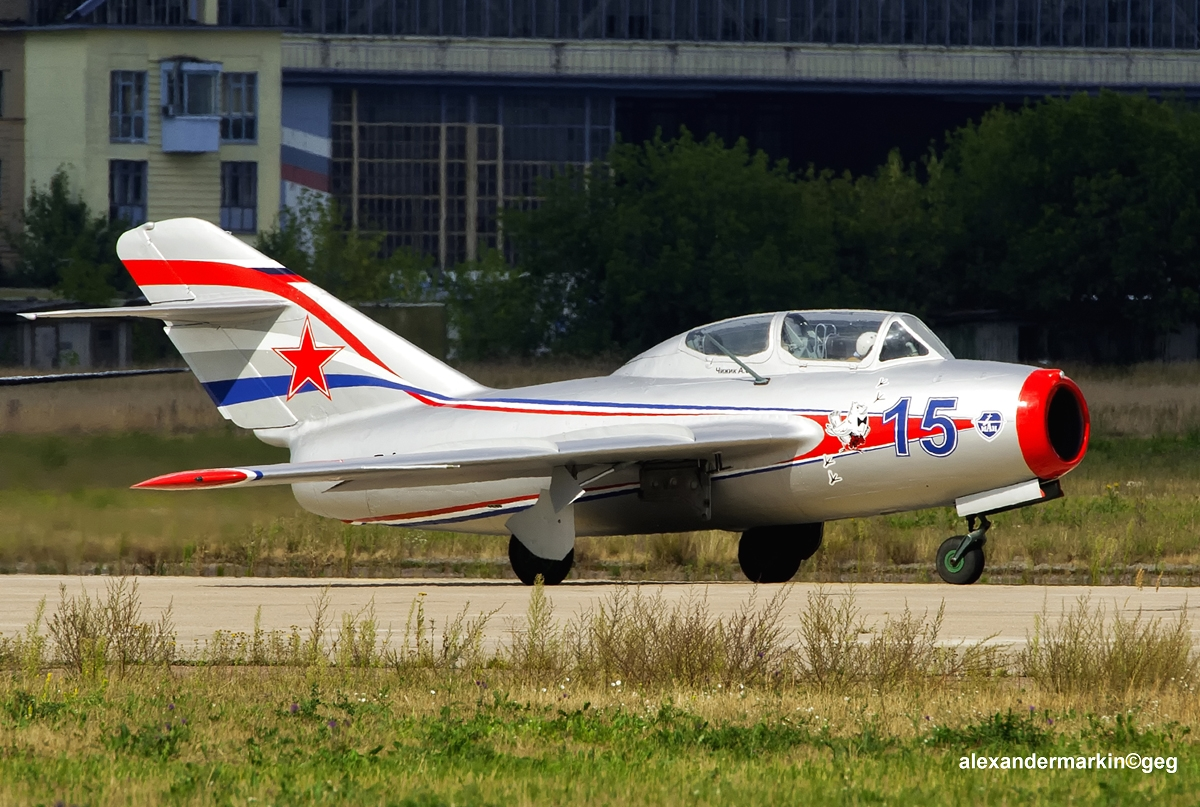
MiG-15 UTI alias MIDGET

- MiG-15SP-5 - chasseur tout-temps biplace
- J-2 - (Jianjiji – chasseur) production chinoise du MiG-15bis.
- JJ-2 - (Jianjiji Jiaolianji – chasseur d'entrainement) biplace MiG-15UTI de production chinoise. Exporté comme Shenyang FT-2. Un Shenyang FT-2 pakistanais

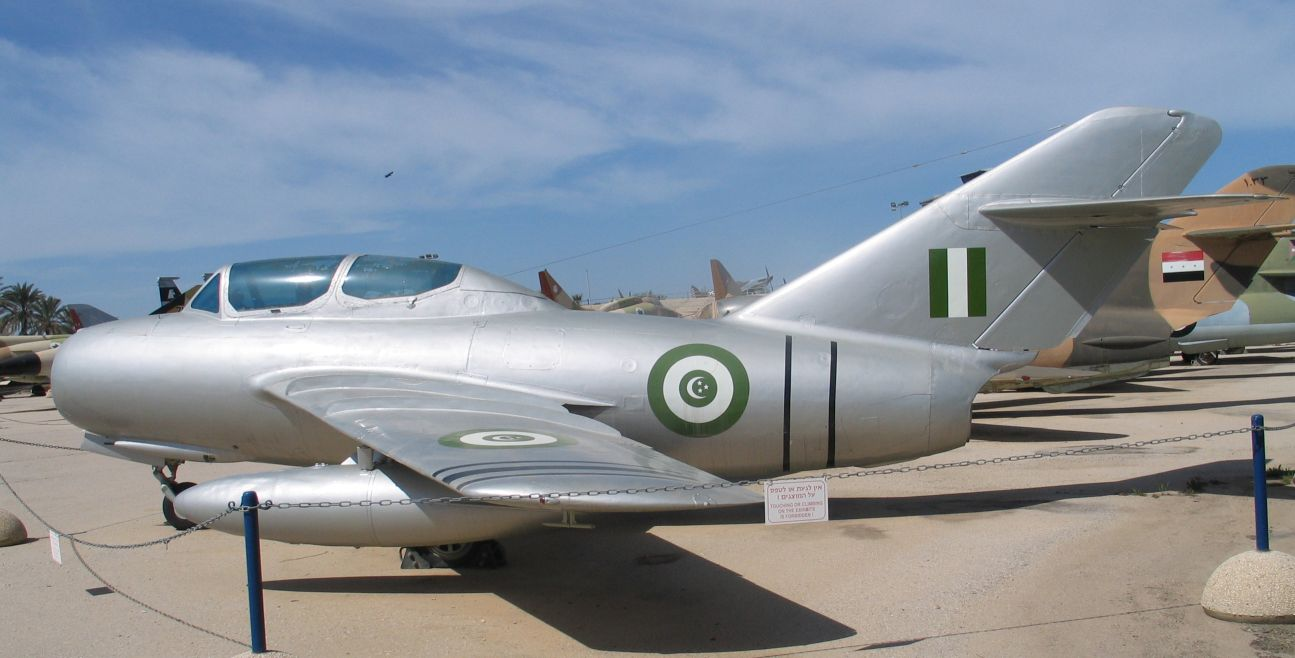
Un Shenyang FT-2 pakistanais

- Lim-1 - production sous licence en république populaire de Pologne du MiG-15.
- Lim-1A - production sous licence en Pologne du MiG-15 avec caméra AFA-21
- Lim-2 - production sous licence en Pologne du MiG-15bis.
- Lim-2R - production sous licence en Pologne du MiG-15bis, version attaque au sol-reconnaissance avec place pour caméra en front du canopy
- Lim-2A - production sous licence en Pologne du MiG-15bis, version biplace attaque au sol-reconnaissance
- SB Lim-1 - production sous licence en Pologne du MiG-15UTI avec réacteur RD-45.
- SB Lim-2 - production sous licence en Pologne du MiG-15UTI avec réacteur VK-1
- S-102 - production sous licence en République socialiste tchécoslovaque du MiG-15.
- S-103 - production sous licence en Tchécoslovaquie du MiG-15bis.

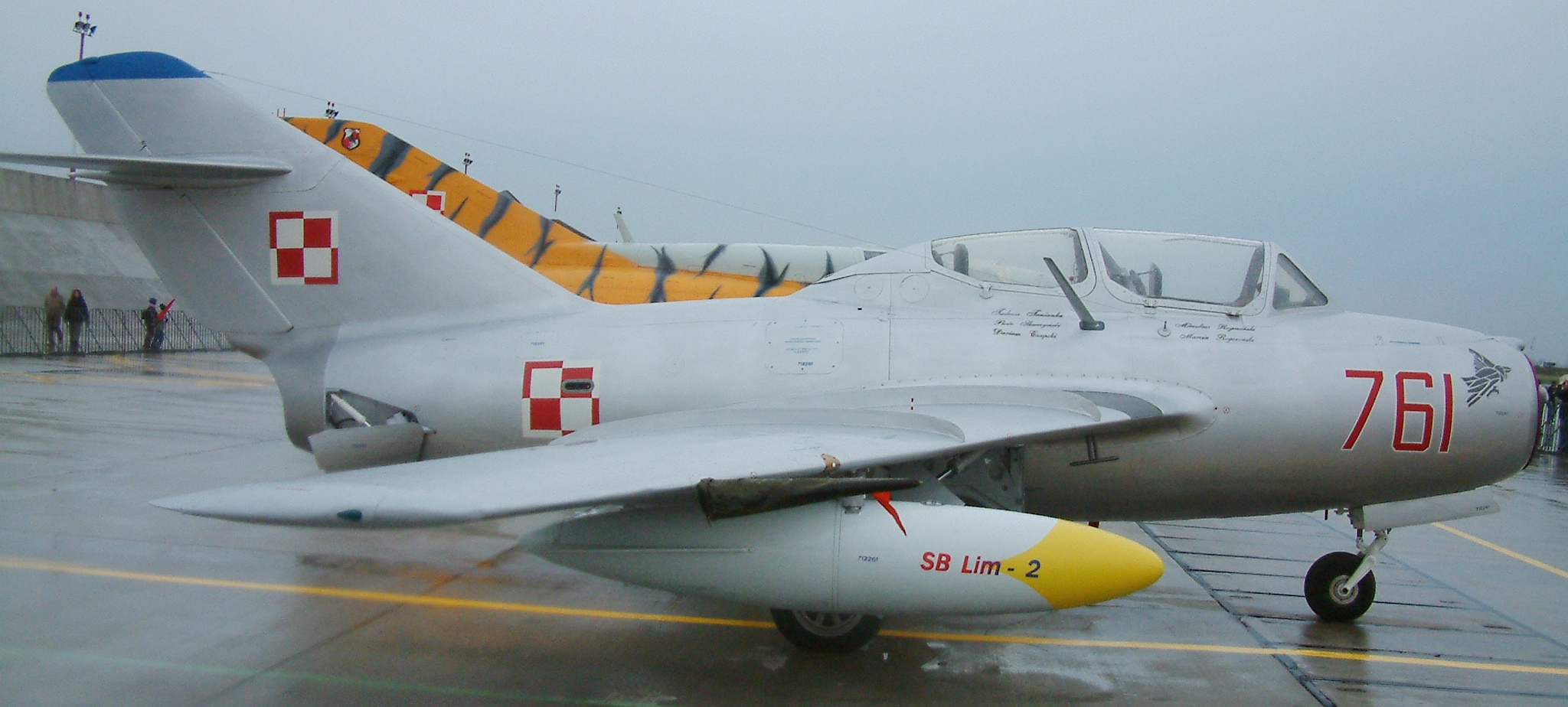
SB Lim-2 polonais sur la base aérienne Krzesiny.

- CS-102 - production sous licence en Tchécoslovaquie du MiG-15UTI.

Le premier cosmonaute soviétique Youri Gagarine s'est tué lors d'un vol d'entraînement à bord d'un MIG 15 UTI.

## Diffusion
Durant la Guerre froide, le MiG-15 fut employé par les armées des pays suivants :
| République démocratique d'Afghanistan | Albanie          | Algérie                           | Allemagne de l'Est | Angola              |
| Bulgarie                              | Burkina Faso     | République populaire du Kampuchéa | Chine              | République du Congo |
| Corée du Nord                         | Cuba             | Égypte                            | Finlande           | Guinée              |
| Guinée-Bissau                         | Hongrie          | Indonésie                         | Irak               | Libye               |
| Mali                                  | Maroc            | Mongolie                          | Mozambique         | Nigeria             |
| Ouganda                               | Pakistan         | Pologne                           | Roumanie           | Somalie             |
| Soudan                                | Sri Lanka        | Syrie                             | Tanzanie           | Tchécoslovaquie     |
| Vietnam                               | Union soviétique | Yémen                             | Yémen du Nord      | Yémen du Sud        |

### Développement lié
- Mikoyan-Gourevitch MiG-17
- KS-1 Komet

### Aéronefs comparables
- Dassault Ouragan
- Dassault Mystere
- Focke-Wulf Ta 183
- FMA IAe 33 Pulqui II (en)
- Hawker Hunter
- Lavochkin La-15
- North American F-86 Sabre
- Republic F-84 Thunderjet
- Saab 29 Tunnan

### Ordre de désignation
Mig-15 - Mig-17 - Mig-19 - Mig-21 - Mig-23 - Mig-25 - Mig-27 - Mig-29 - Mig-31